# Сигило (Ријети)
Сигило је насеље у Италији у округу Ријети, региону Лацио.
Према процени из 2011. у насељу је живело 151 становника. Насеље се налази на надморској висини од 624 м.